# Montbéliard
Montbéliard – miejscowość i gmina we Francji, w regionie Burgundia-Franche-Comté, w departamencie Doubs.
Według danych na rok 1990 gminę zamieszkiwało 29 005 osób, a gęstość zaludnienia wynosiła 1932 osoby/km² (wśród 1786 gmin Franche-Comté Montbéliard plasuje się na 3. miejscu pod względem liczby ludności, natomiast pod względem powierzchni na miejscu 210.).
13 września 2019 roku w Montbéliard rozpoczęły się 63 zawody balonów wolnych z cyklu Pucharu Gordona Bennetta.

## Miasta partnerskie
- Greensboro, Stany Zjednoczone
- Ludwigsburg, Niemcy